# Rogelio Blaín
Rogelio Juan Blaín Blaín; La Habana, 24 de agosto de 1944 – La Habana, 13 de mayo de 2018) fue un actor cubano. Recibió muchos premios a lo largo de su carrera, incluida la Artista Loable de la Radio y Televisión Cubana.

## Biografía
Blaín nació en La Habana en 1944. Comenzó como actor amateur. En 1966, Humberto Solás, que había triunfado con la película Manuela, estaba buscando actores para la película Lucía, y escogió a Blaín para formar parte del reparto. Jugó un papel importante en la película: segunda parte de la película Antonio. Su papel más conocido fue el de Lucio Contreras en la telenovela cubana Tierra Brava bajo la dirección de Xiomara Blanco, donde interpretó al villano de la producción.
Algunas de sus películas más destacadas incluyen Ustedes tienen la palabra (1973), de Manuel Octavio Gómez; El Hombre de Maisinicú (1973), de Manuel Pérez; Polvo Rojo (1981), dirigida por Rogelio París y Jorge Fraga. Además, participó en producciones internacionales como Alsino y el cóndor (1982), una coproducción entre Cuba y Chile dirigida por Miguel Littín. También trabajó bajo la dirección de Tomás Gutiérrez Alea en Hasta cierto punto (1983).
Formó parte del reparto en la Televisión Cubana, Aunque ha declarado que prefiere el cine porque le ha abierto el camino. En el escenario conoció a sus colegas y amigos Enrique Molina y Enrique Almirante, con quienes compartió escenario en varias ocasiones. En 2013, Blaín participó en series de televisión cubanas S.O.S Academia. 

## Filmografía
| Año  | Título                           | Director                    |
| ---- | -------------------------------- | --------------------------- |
| 1968 | Lucía                            | Humberto Solás              |
| 1973 | Ustedes tienen la palabra        | Manuel Octavio Gómez        |
| 1973 | El Hombre de Maisinicú           | Manuel Pérez                |
| 1976 | Patty Candela                    | Rogelio París y Jorge Fraga |
| 1977 | Río Negro                        | Manuel Pérez                |
| 1978 | Una mujer, un hombre, una ciudad | Manuel Octavio Gómez        |
| 1981 | Leyenda                          | Jesús Díaz                  |
| 1981 | Polvo Rojo                       | Rogelio París y Jorge Fraga |
| 1982 | Alsino y el cóndor               | Miguel Littín               |
| 1983 | Hasta cierto punto               | Tomás Gutiérrez Alea        |
| 1985 | Lejanía                          | Jesús Díaz                  |
| 1985 | Baraguá                          | José Massip                 |
| 1988 | El unicornio                     | Enrique Colina              |
| 1994 | Reina y Rey'                     | Julio García Espinosa       |
| 1995 | Pon tu pensamiento en mí         | Arturo Sotto                |
| 2000 | Hacerse el sueco                 | Daniel Díaz Torres          |
| 2009 | Lisanka                          | Daniel Díaz Torres          |